# Allemant
|  | No s'ha de confondre amb Alleman. |

|  | Per a altres significats, vegeu «Allemant (Aisne)». |

Allemant és un municipi francès al departament del Marne (regió del Gran Est). L'any 2007 tenia 159 habitants.

## Demografia

### Població
El 2007 la població de fet d'Allemant era de 159 persones. Hi havia 62 famílies, de les quals 18 eren unipersonals (11 homes vivint sols i 7 dones vivint soles), 18 parelles sense fills, 22 parelles amb fills i 4 famílies monoparentals amb fills.
La població ha evolucionat segons el següent gràfic:

### Habitatges
El 2007 hi havia 94 habitatges, 69 eren l'habitatge principal de la família, 15 eren segones residències i 10 estaven desocupats. Tots els 93 habitatges eren cases. Dels 69 habitatges principals, 59 estaven ocupats pels seus propietaris, 6 estaven llogats i ocupats pels llogaters i 4 estaven cedits a títol gratuït; 1 tenia una cambra, 5 en tenien dues, 11 en tenien tres, 13 en tenien quatre i 38 en tenien cinc o més. 52 habitatges disposaven pel capbaix d'una plaça de pàrquing. A 34 habitatges hi havia un automòbil i a 30 n'hi havia dos o més.

### Piràmide de població
La piràmide de població per edats i sexe el 2009 era:
| Homes | Edats   | Dones |
| ----- | ------- | ----- |
| 0     | 95 o +  | 0     |
| 0     | 90 a 94 | 0     |
| 0     | 85 a 89 | 0     |
| 0     | 80 a 84 | 0     |
| 0     | 75 a 79 | 0     |
| 4     | 70 a 74 | 8     |
| 12    | 65 a 69 | 4     |
| 4     | 60 a 64 | 16    |
| 4     | 55 a 59 | 0     |
| 4     | 50 a 54 | 4     |
| 8     | 45 a 49 | 8     |
| 8     | 40 a 44 | 4     |
| 12    | 35 a 39 | 12    |
| 0     | 30 a 34 | 4     |
| 4     | 25 a 29 | 4     |
| 8     | 20 a 24 | 0     |
| 8     | 15 a 19 | 12    |
| 8     | 10 a 14 | 4     |
| 4     | 5 a 9   | 0     |
| 0     | 0 a 4   | 4     |

## Economia
El 2007 la població en edat de treballar era de 95 persones, 73 eren actives i 22 eren inactives. De les 73 persones actives 64 estaven ocupades (36 homes i 28 dones) i 9 estaven aturades (4 homes i 5 dones). De les 22 persones inactives 8 estaven jubilades, 5 estaven estudiant i 9 estaven classificades com a «altres inactius».

### Ingressos
El 2009 a Allemant hi havia 73 unitats fiscals que integraven 168 persones, la mediana anual d'ingressos fiscals per persona era de 24.602 €.

### Activitats econòmiques
Dels 7 establiments que hi havia el 2007, 1 era d'una empresa alimentària, 2 d'empreses de construcció, 1 d'una empresa de comerç i reparació d'automòbils, 1 d'una empresa immobiliària, 1 d'una empresa de serveis i 1 d'una entitat de l'administració pública.
Dels 2 establiments de servei als particulars que hi havia el 2009, 1 era una lampisteria i 1 electricista.
L'any 2000 a Allemant hi havia 27 explotacions agrícoles que ocupaven un total de 774 hectàrees.

## Poblacions properes
El següent diagrama mostra les poblacions més properes.